# Secamone gracilis
Secamone gracilis är en oleanderväxtart som beskrevs av Nicholas Edward Brown. Secamone gracilis ingår i släktet Secamone och familjen oleanderväxter. Inga underarter finns listade i Catalogue of Life.